# 台中市公車263路
台中市公車263路目前行駛自東勢到崑山，此路線大部份行駛於新社區中和街、崑南街。

## 歷史
- 2013年1月1日：移撥為臺中市公車，原為公路客運，編號待查〈東勢－崑山〉。
- 2015年7月15日：增停「土城口」，「下坪」站往東勢方向遷移100公尺。
- 2019年10月17日：調整部分班次發車時刻。

## 路線基本資料
單程行車里數約9.4公里，單程行駛時間約20～30分鐘。往崑山共24站，往東勢共22站。
自東勢起經東勢區豐勢路、東蘭路、新豐街、新社區和盛街、中和街、崑南街到崑山。自崑山起經新社區崑南街、中和街、和盛街、東勢區豐勢路至東勢。

### 時刻表
- 時刻表僅供參考，請以豐原客運網站公告為準。
- 時刻表更新日期為2025年3月7日。

| 台中市公車263路平/假日時刻列表 | 台中市公車263路平/假日時刻列表 | 台中市公車263路平/假日時刻列表 | 台中市公車263路平/假日時刻列表 |
| ------------------------------ | ------------------------------ | ------------------------------ | ------------------------------ |
| 東勢開時刻                     | 東勢開備註                     | 崑山開時刻                     | 崑山開備註                     |
| 06:10                          | -                              | 06:40                          | -                              |
| 08:40                          | -                              | 09:10                          | -                              |
| 10:30                          | -                              | 11:00                          | -                              |
| 12:30                          | -                              | 13:00                          | -                              |
| 17:20                          | -                              | 17:50                          | -                              |

### 收費
依里程計費；刷電子票證10公里免費

### 停站
參見右側站牌路線圖。